# Joey Logano
Joseph Thomas Logano (Middletown, Connecticut, 24 de mayo de 1990), mayormente conocido como Joey Logano, es un piloto de automovilismo estadounidense. Compite a tiempo completo en la NASCAR Cup Series, conduciendo el Ford n.º 22 para Team Penske. Anteriormente, compitió en la NASCAR Xfinity Series, la NASCAR Craftsman Truck Series, así como en lo que ahora es la ARCA Menards Series, la ARCA Menards Series East y la ARCA Menards Series West. Fue campeón de las temporadas 2018, 2022 y 2024 de NASCAR Cup Series.
Logano es actualmente el piloto más joven en ganar en dos de las tres divisiones principales de NASCAR. Con 18 años y 21 días, obtuvo su primera victoria en Nationwide Series (hoy Xfinity Series), en su tercera carrera disputada, en la carrera de Kentucky de 2008. Logano también se convirtió en el ganador más joven en la historia de la Cup Series cuando ganó en New Hampshire el 28 de junio de 2009, con 19 años y 35 días, superando a Kyle Busch.

## Carrera deportiva

### Primeros años
Logano nació en Middletown, Connecticut, hijo de Deborah (Bidduk) y Thomas J. Logano. Su padre es de ascendencia italiana. Comenzó su carrera deportiva en 1996 como un niño de 6 años de edad. En 1997, Logano ganó su primer Campeonato Nacional de Eastern Grand en la división Jr. Stock Car. Lo siguió con un campeonato de la división de Jr. Honda en 1998 y a principios de 1999 un Mod.Campeonato de División. Más tarde en 1999 Logano ganó 3 Campeonatos Regionales en Nueva Inglaterra en las divisiones Sr. Stock, Lt. Mod; Lt. B.
La familia de Logano luego se mudó a Georgia. La transacción permitió a Logano ganar un Bandits Series Championship. A la edad de 10 años pasó a competir con Legend cars, donde estableció una racha consecutiva de 14 victorias consecutivas en Atlanta Motor Speedway, junto con un Campeonato Nacional de Leones. A los 12 años, Logano ganó el campeonato nacional de Pro Legends con sede en el sudeste. Luego pasó un par de años corriendo en la Late Model Racing.
El veterano piloto de la Copa NASCAR, Mark Martin, que conducía para Jack Roush (Roush Fenway Racing) en ese momento, llamó a Logano "El verdadero negocio"; cuando Logano tenía 15 años, Martin dijo: "Estoy entusiasmado con Joey Logano porque estoy absolutamente 100% seguro, sin lugar a dudas que él puede ser uno de los mejores que haya corrido en la NASCAR. Estoy seguro, sin duda en mente". Logano también fue apodado "pan de molde" por el dos veces campeón de la Serie Busch, Randy LaJoie.
En Temporada 2005 de la Nascar Nextel Cup Series|2005, corrió en 1 carrera de la NASCAR Pro Truck Series en New Smyrna Speedway, comenzó primero y finalizó segundo. Corrió en la USAR Hooters Pro Cup Series, compitiendo siete veces en la División Norte y ganando una vez en Mansfield, dos carreras de la División Sur y cinco carreras de la Serie de Campeonato. La temporada siguiente, continuó compitiendo en la USAR Hooters Pro Cup Series. Corrió en doce carreras de la División Sur, ganando dos veces en el South Georgia Motorsports Park y en el USA International Speedway. Corrió en una serie de USAR Hooters Pro Cup, carrera de la División Norte y seis carreras de la Championship Series.
Carrera de campeonato de la serie Camping World East 2007 de Logano.
En 2007, una nueva regla de NASCAR permitió a los pilotos de 16 en adelante competir en la Grand National Division, lo que permitió a Logano competir en la serie. Terminó la temporada Grand National de 2007 con 13 largadas en la Serie Camping World East, ganando 5 carreras, 3 poles, 10 Top 5 y 10 Top 10, y ganando el campeonato con triunfos en el Greenville-Pickens Speedway, Iowa Speedway, dos victorias en New Hampshire International Speedway y Adirondack International Speedway. También ha realizado 1 carrera en la serie NASCAR West en Phoenix International Raceway, donde comenzó segundo y ganó con en el No. 10 Joe Gibbs Racing Toyota. El 20 de octubre de 2007, Logano ganó el Toyota All-Star Showdown en Irwindale Speedway, liderando 87 vueltas y venciendo a Peyton Sellers por la victoria.
El 4 de mayo de 2008, Logano ganó la Carolina 500 durante su debut en la Serie ARCA RE / MAX con Venturini Motorsports en el regreso de las carreras a Rockingham Speedway. Logano también hizo su debut en la NASCAR Craftsman Truck Series, en Talladega, en la Mountain Dew 250, comenzando en el sexto lugar y terminando en el puesto 26. Logano intentó defender su título en la Toyota All-Star Showdown que ganó en la temporada 2007 al conducir en la carrera de enero de 2008, y fue descalificado por chocar contra Peyton Sellers, de una manera antideportiva en la vuelta final, en un intento de ganar la carrera. Logano no solo fue descalificado, sino que no se le acreditó ninguna de las vueltas de la carrera completando 0 vueltas.

### Nascar Xfinity y Nascar Trucks

#### 2008
Logano hizo su debut en la Serie Xfinity de NASCAR en el Dover International Speedway en la Heluva Good 200 de 2008. Logano se convirtió en el ganador más joven en la historia de la Serie Xfinity al ganar su primera carrera en la NASCAR en la Meijer 300 de 2008 en solo su tercera apertura, el ganador anterior fue Casey Atwood.

#### 2009
El 10 de julio de 2009 Logano ganó la Dollar General 300 al decidir no enfrentar a diferencia de su compañero de equipo Kyle Busch, quien tomó cuatro llantas a doce vueltas del final. Al liderar la manada, el aire limpio hizo que sea fácil vencer al compañero de equipo de Joe Gibbs Racing, Kyle Busch, por cinco cuerpos, lo que lo convierte en la primera vez que gana en el hipódromo de Chicago. Logró su quinta victoria en la serie en el Kansas Speedway después de que una carrera final sobre su compañero de equipo Kyle Busch. Obtuvo su sexta victoria en la serie Nationwide en el Auto Club Speedway. En abril de 2009, Joey ganó la carrera de la Serie Nationwide de NASCAR en Nashville.

#### 2011
El 1 de julio de 2011, ganó el Subway Jalapeño 250 en el Daytona International Speedway, evitando un accidente de último segundo. A mediados de 2011, Logano hizo un cameo en la serie de A & E The Glades, en el episodio "Moonlighting", como él mismo.

#### 2012
En 2012, ganó 9 veces en la Serie Nationwide. Ganó en el Auto Club Speedway, después de dominar la carrera en el Trans-Lux Camry. Ganó su segunda carrera del año en Talladega Superspeedway después de un empujón de Kyle Busch y reteniendo a Ricky Stenhouse Jr. y Cole Whitt. Su tercer triunfo del año llegó con controversia después de un reinicio tardío, eliminó al líder de los Puntos, Elliott Sadler, y se llevó la victoria. Su cuarta victoria fue en el Dover International Speedway, después de pasar a Ryan Truex con 4 vueltas para el final después de ser retenido en el tráfico. Su quinta victoria llegó en el Michigan International Speedway después de detener a James Buescher en el reinicio final. En agosto, en Bristol Logano tomó la delantera de Kevin Harvick durante los boxes y en el reinicio se mantuvo alejado de Eliott Sadler para ganar su primera victoria en Bristol en su carrera. Continuó con el barrido completo de las carreras de Nationwide en Dover, y en octubre ganó su octava carrera del año en Charlotte. En noviembre ganó la carrera de Nationwide en Phoenix, que finalmente sería la última carrera que Logano anotaría en un auto de Joe Gibbs Racing. El auto No. 18 Nationwide de Joe Gibbs Racing ganó el Campeonato Nacional de Propietarios de NASCAR 2012 principalmente debido en parte al éxito de Logano en el auto durante la temporada 2012.

#### 2013

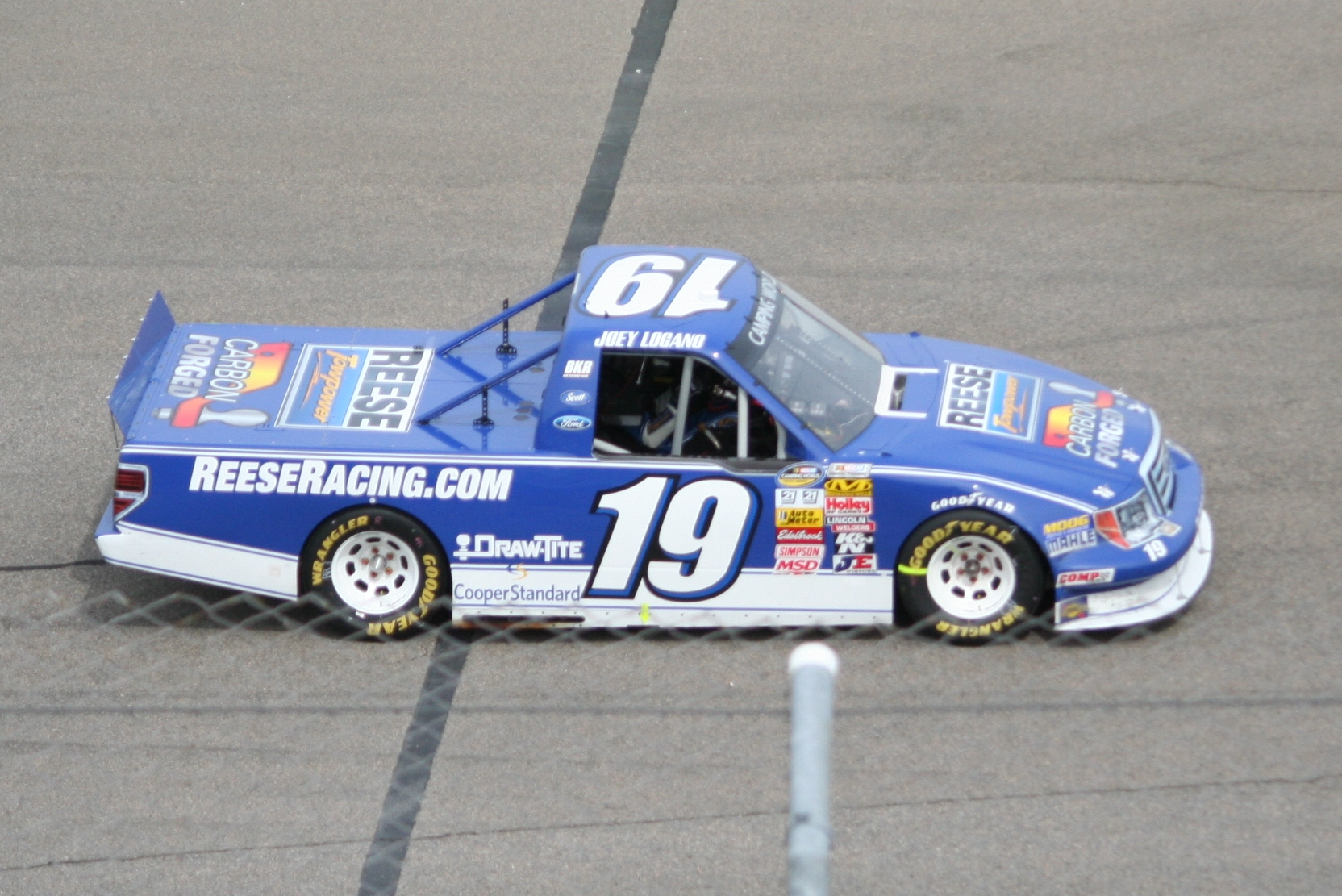
Logano en Truck Series 2023

En 2013 en Dover, Logano ganó ambas carreras de NNS por tercera y cuarta vez consecutiva en la serie Nationwide. Esto lo convirtió en el único piloto en ganar 4 carreras consecutivas en Dover en cualquier serie, y el líder absoluto de todos los tiempos en la Serie Nationwide en la pista. Además de sus victorias en Dover, se llevó a casa una victoria de Nationwide en el Chicagoland Speedway durante una serie de la Copa de la semana de julio. El auto  Team Penske No. 22 ganó el título de propietarios de la Serie Nationwide en 2013, una hazaña que Logano ha contribuido tres veces en su carrera, una en Penske y dos en JGR. El título de propietarios de la Serie Nationwide 2013 fue el primero para Team Penske.

#### 2014
En mayo de 2014, en Dover, Logano vio cómo su racha de 4 victorias llegaba a su fin cuando Kyle Busch ganó la carrera de primavera en la pista. Logano parecía estar en una buena posición para ganar, comenzando desde la posición de privilegio por cuarta vez en la pista, pero Matt Kenseth lo detuvo durante más de 60 vueltas, lo que hizo que Busch fuera inalcanzable. Tuvo que conformarse con un tercer puesto. En su siguiente apertura en la Serie Nationwide en Michigan, Logano lideraba a falta de 4 vueltas y estaba en camino a su primera victoria de la temporada, pero sufrió un pinchazo en el neumático y quedó relegado al 16 ° lugar.

#### 2015
Logano comenzó su calendario de la Serie Xfinity 2015 en Atlanta al ganar la pole y terminar en segundo lugar. En su segunda carrera de la temporada Logano finalmente regresó al carril de la victoria en la Serie Xfinity en el Phoenix International Raceway el 14 de marzo de 2015. Ganó desde la pole y lideró 176 de las 200 vueltas. También anotó su segunda calificación de piloto perfecto de carrera al dominar la carrera. El 18 de abril de 2015, Logano lideró cada vuelta del Drive to Stop Diabetes 300 en Bristol después de comenzar el segundo. Como resultado, obtuvo su segunda victoria en Bristol en la serie y la calificación de 3er mejor piloto perfecto.
El 28 de marzo de 2015, Logano conduciendo para Brad Keselowski Racing comenzó en Pole, lideró 150 de las 258 vueltas, y ganó fácilmente su primera carrera de la serie Camping World Truck en el Kroger 250 en Martinsville. Se convirtió en el 26º piloto diferente en ganar en las tres series principales, el primero desde que su compañero de equipo y propietario de camión Brad Keselowskilo hizo cuando ganó la carrera de camiones UNOH 200 en Bristol en agosto de 2014. Su primer pole y la victoria en la serie se produjo en su séptimo inicio de carrera.

#### 2016
La Serie Xfinity 2016 comenzó bien para Logano con un segundo puesto cerca de Chase Elliot en la apertura de la temporada en Daytona. Sin embargo, en las próximas carreras, el automóvil Penske 22 carecía de la velocidad que había tenido en años anteriores, y Logano solo pudo tomar el noveno puesto en Bristol y el séptimo en Dover. En medio de estas dos carreras Logano había estado en la lucha por una victoria en Talladega hasta un accidente en la última vuelta que lo relegó a la posición 27. Charlotte, Pocono y Michigan vieron finales de 3 °, 5 ° y 6 ° respectivamente. Logano tendría que esperar hasta que Watkins Glen reclame su primera victoria de la temporada conduciendo una entrada secundaria de Penske al número 12 en Watkins Glen, la mayoría de la carrera fue una dura competencia entre Logano y Keselowski, que eventualmente se encontraría con problemas y se retiraría, lo que le permitió a Logano cobrar su 26º triunfo en su carrera. Chicagoland vio a Logano luchar nuevamente con la falta de velocidad conduciendo el 22 a un 7º puesto. De vuelta en el número 12, Logano se adjudicaría su 27º triunfo en su carrera en Drive for Cure 300 en Charlotte, robando la victoria de una dominante Kyle Larson, esta sería su segunda y última victoria del año. Su campaña de la serie Xfinity terminó con un sólido cuarto en Kansas, sin poder llevar el auto insignia 22 al carril de la victoria en 2016.

#### Años posteriores
En 2017 Logano logró una victoria en las Vegas, un segundo lugar en California, abandono en Texas, un top 3 en talladega, un octavo y sexto lugar en Daytona y Kentucky, otro top 3 en Indianápolis, un noveno lugar en Bristol y un segundo lugar en darligton totalizando una victoria, cinco top 5 y ocho top 10.
En el 2018 comenzó la temporada con un naufragio en Daytona, un segundo lugar en Atlanta y una victoria en Fontana y logró otra victoria en el Circuito De Watkins Glen
En la temporada 2019 de la Serie Xfinity Logano corrio dos carreras en las pistas de Chicagoland y en Bristol, obteniendo una segunda plaza y un naufragio respectivamente

### Nascar Cup Series

#### Inicios
El 25 de agosto de 2008, Joe Gibbs Racing convocó a una conferencia de prensa para anunciar que Logano conduciría el Toyota Camry No. 20 Home Depot en la Serie de la Copa Sprint 2009. Logano reemplazó a Tony Stewart que dejó JGR para conducir para su propio equipo, Stewart-Haas Racing. Logano también fue candidato para el premio de Novato del Año 2008 y tenía programado realizar su primera Copa Sprint en el auto No. 02 Home Depot en Richmond, pero no pudo clasificarse para el evento.
El 28 de agosto, Hall of Fame Racing anunció que Logano conduciría cinco carreras en su auto N.º 96 durante la Copa Sprint 2008. Su debut oficial fue en New Hampshire el 14 de septiembre; al comenzar esa carrera, se convirtió en el primer piloto de NASCAR nacido en la década de 1990 para correr un evento de la Copa. El 5 de septiembre, Logano hizo su primera aparición en un automóvil de la Copa Sprint en el Richmond International Raceway en la práctica de viernes de dos horas para el Chevy Rock & Roll 400. Debido a la tormenta tropical Hanna, la calificación fue suspendida por lluvia. Una regla de NASCAR establece que cuando se suspende la calificación, los 43 mejores pilotos en puntos propietarios se establecen para la carrera. Logano no estaba entre los 43 mejores en puntos de propietarios, por lo que no pudo debutar.
Logano es el piloto más joven de la era posmoderna que compite a tiempo completo en la división superior de NASCAR (los récords muestran a conductores tan jóvenes como 15 competidores en la división superior de NASCAR, pero esos registros se mantendrán debido a los requisitos de edad).

#### Joe Gibbs Racing (2009-2012)

##### 2009: piloto más joven de la historia en ganar
En 2009, Logano terminó cuarto en su primer Gatorade Duel, y se convertiría en el piloto más joven en comenzar las Daytona 500, sin embargo, se estrellaría a mitad de la carrera y terminaría muerto el pasado. Las primeras tres aperturas de Logano en la Serie de la Copa Sprint vieron tres resultados en el puesto 30 o peor. Las Vegas fue su sexta apertura en la serie de la Copa Sprint, terminó 13 °. En abril, Logano terminó noveno para su primer resultado entre los diez primeros en Talladega; más tarde ese mes en Darlington, lideró 19 vueltas al final de la carrera y terminó noveno. Logano ganó el voto de los fanáticos de la carrera de estrellas de NASCAR Sprint 2009, y terminó en el octavo lugar.
El 28 de junio de 2009, Logano ganó Lenox Industrial Tools 301 acortada por la lluvia en Loudon, New Hampshire, superando a Jeff Gordon y Tony Stewart, convirtiéndose en el ganador más joven en la serie de la Copa Sprint a la edad de solo diecinueve años, un mes y cuatro días de edad.
El 22 de noviembre de 2009, Logano se coronó oficial del Raybestos Novato del Año de la Copa Sprint 2009, tras vencer a otros novatos Scott Speed y Max Papis

##### 2010: poleman más joven
Logano ganó su primer Premio Coors Light Pole el 19 de marzo de 2010, para el Food City 500 en el Bristol Motor Speedway. Logró 7 resultados entre los primeros cinco y 16 entre los diez primeros en el camino hacia el puesto 16 en los puntos finales.

##### 2011. Temporada Inolvidable

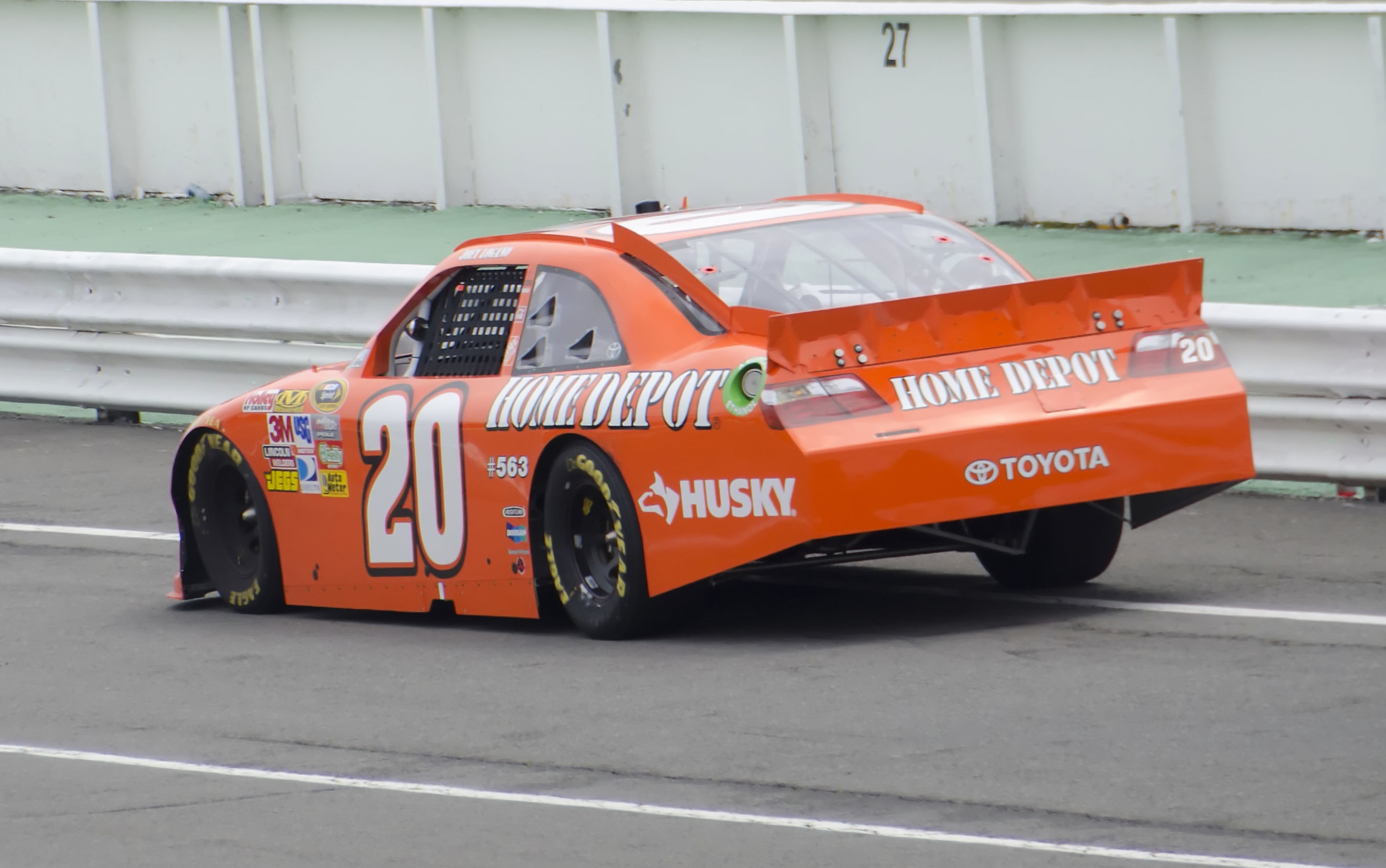
Logano en la Good Sam RV Insurance 500 2011

Logano tuvo problemas durante la temporada 2011, con solo cuatro top 5 y seis resultados entre los 10 primeros, y dos pole positions, en camino a un final en el puesto 24 en los puntos. El jefe de equipo Greg Zipadelli dejó el equipo N.º 20 al final de la temporada 2011 para convertirse en el director de competición en Stewart-Haas Racing. Jason Ratcliff fue nombrado nuevo jefe de equipo de Logano a partir de la temporada 2012.

##### 2012: última temporada en Joe Gibs
En 2012, después de varias victorias en la Serie Nationwide, Logano ganó su segunda carrera de la Copa Sprint en el Pocono 400 en Pocono Raceway, después de superar a Mark Martin a falta de cuatro vueltas, y mantener a raya a Martin y Tony Stewart. Logano se convirtió en el primer piloto en 30 carreras en ganar una carrera desde la pole position. También fue la primera vez que Logano ganó una carrera que había recorrido la distancia programada (ya que su victoria de 2009 había sido en un evento reducido por la lluvia). Anotó otro Top 5 y 11 otros 10 resultados en el Top 10 en camino a un puesto 17º en la clasificación final de puntos.

#### Team Penske (2013-)

##### 2013: primera temporada en el equipo

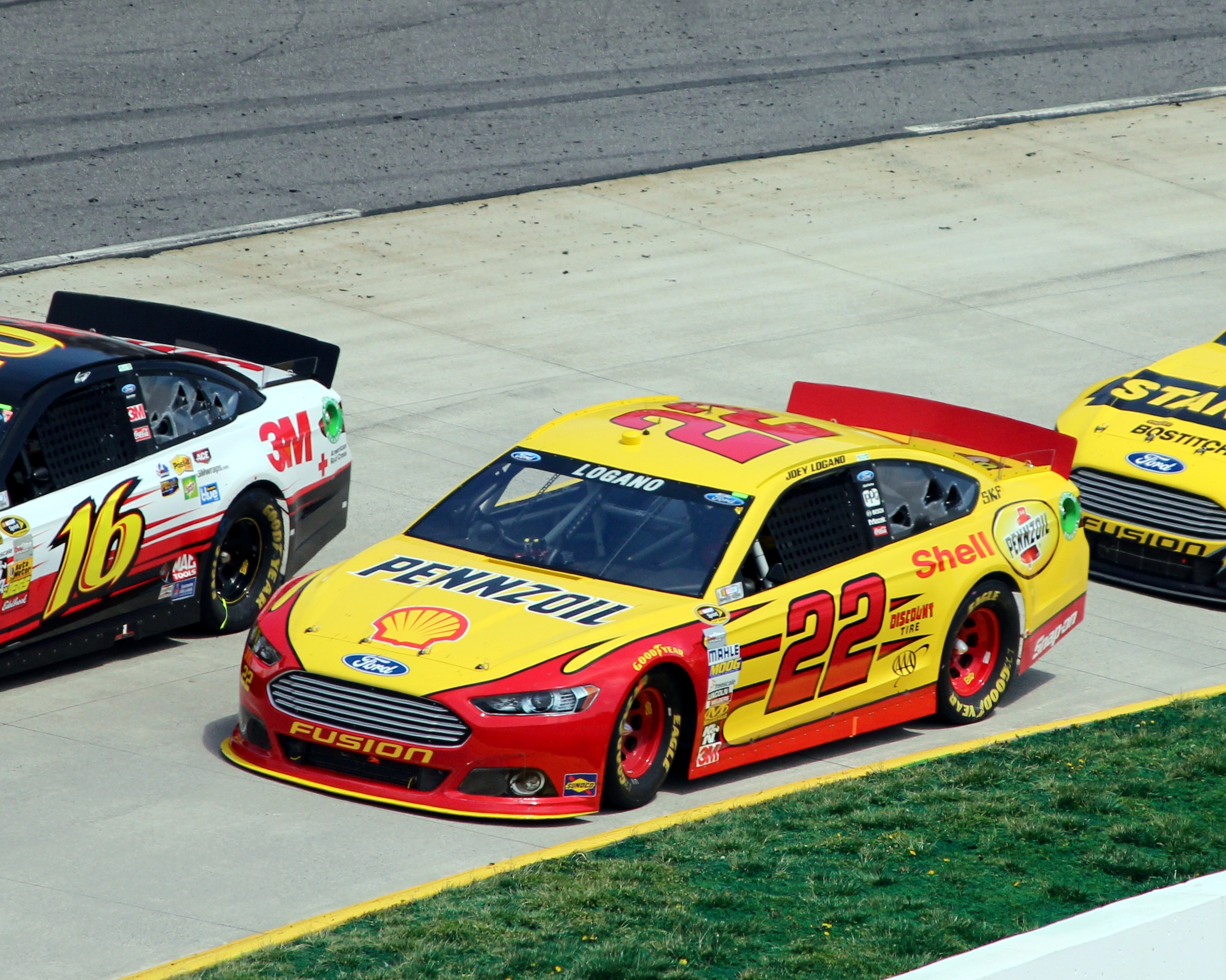
Logano en la STP Gas Booster 500 2013

El 4 de septiembre de 2012, se anunció que Logano dejaría Joe Gibbs Racing y se dirigiría a Penske Racing en 2013, tras el anuncio de que Matt Kenseth conduciría el Toyota N.º 20.
Logano se mudó al No. 22 Shell / Pennzoil Ford para Penske, terminando 17 ° en Bristol luego de perder el control luego del contacto con Denny Hamlin. Al final de la carrera, parece que Logano superó a Hamlin en la pista, pero ambos tuvieron problemas y Hamlin terminó 23 °; Logano afirmó que su ex compañero de equipo intencionalmente lo destrozó.
La semana siguiente, en el Auto Club Speedway, Logano tuvo su carrera por la ruptura, liderando 41 vueltas. Las vueltas finales vieron una intensa pelea de perros entre él y Hamlin; en la última vuelta propiamente dicha, Logano y Hamlin conducían duro uno al lado del otro en la recta, en lo que parecía ser lo que iba a ser la repetición del acabado fotográfico de Darlington en 2003, pero en la última curva, ninguno de los dos se levantó, ambos naufragó, mientras que Kyle Busch se escapó y se llevó la victoria. Hamlin se fracturó la vértebra en el accidente y después de la carrera, Logano se enfrentó a Tony Stewart, quien cayó al puesto 22 luego de que Logano lo bloqueara en el reinicio final. Stewart empujó a Logano, quien respondió arrojándole una botella de agua. Logano fue anotado en 3er lugar.
Justo antes del inicio de la NRA 500 en el Texas Motor Speedway, ambos autos Penske Racing conducidos por Logano y Keselowski no pasaron la inspección previa a la carrera debido a un problema con las carcasas traseras de los autos. Logano se vio obligado a comenzar desde la parte trasera del campo porque su auto no estaba en la parrilla de salida hasta después de que se le dio el comando, pero se recuperó para un quinto puesto. Tres días después, NASCAR dio a conocer grandes sanciones por la infracción. Logano y Keselowski anotaron cada uno 25 puntos en el campeonato de pilotos; El jefe de equipo de Logano, Todd Gordon, también fue multado con $ 100,000 y suspendido seis semanas. El jefe del automóvil Raymond Fox y el ingeniero del equipo Samuel Stanley también fueron suspendidos por el mismo período de tiempo. Se aplicaron sanciones idénticas a todas las personas en las mismas posiciones en el equipo de Keselowski. Pero el 1 de mayo, el Panel de Apelaciones de NASCAR confirmó por unanimidad las sanciones. El dueño del equipo, Roger Penske, dijo que apelaría más la decisión al oficial de apelaciones jefe de NASCAR, John Middlebrook.
Mientras tanto, en la pista después del quinto puesto de Logano en Texas, tuvo un fin de semana bajo en Kansas cuando chocó con un giro de Kyle Busch en la vuelta 105, destruyendo los extremos delanteros de ambos coches y terminando sus días. Esto lo relegaría a un puesto 39º. Pudo recuperarse la semana siguiente en Richmond con una carrera en tercer lugar. En Talladega, Logano finalizó 35 ° con una falla en el motor después de 143 vueltas. En Darlington, luchó con el manejo de su auto y terminó 22 °, dos vueltas abajo.
Después de competir en Darlington, Logano se recuperó para terminar en el Top 11 en una racha de seis carreras consecutivas hasta el verano: 5º en Charlotte, 7º en Dover, 10º en Pocono, 9º en Michigan, 11º en Sonoma y 4º en Kentucky.
Volviendo a Daytona para la Coke Zero 400, Logano corría bien hasta que cortó una llanta y golpeó la pared exterior en la vuelta 71, dejándolo con un 40 ° lugar. Luego tuvo otro 40º lugar la semana siguiente en New Hampshire después de estar involucrado en un accidente al principio de la carrera.
Luego de una racha de dos carreras de mala suerte, Logano volvió a ganar impulso, con seis resultados consecutivos en el Top 10: 8º en Indianápolis, y 7º en Pocono y Watkins Glen.
En la calificación en Michigan, Logano ganó su sexta pole position con una velocidad de carrera de 203.949 millas por hora (328.224 km / h); en ese momento era la novena velocidad de calificación más rápida en la historia de NASCAR, y la más rápida desde la carrera clasificatoria de Bill Elliott en Talladega en 1987. Más tarde ganó el Pure Michigan 400, convirtiéndose en su primera victoria con Penske. Racing. Gracias a esa victoria, y otros dos Top 5 en Bristol y Atlanta (donde lideró 78 vueltas y casi ganó), ingresó a Richmond en el octavo lugar de la clasificación con la posibilidad de ganar el Chase por primera vez en su carrera. En Richmond, tuvo problemas con un auto de carreras mal manejado hasta el puesto 22, pero fue lo suficientemente bueno como para vencer a Jeff Gordon (que terminó octavo) por solo un punto por décimo en los puntos e hizo su primera aparición en la persecución. Incluso si hubiera caído al puesto 11, todavía habría tenido el segundo comodín gracias a estar por delante de Martin Truex, Jr. y Ryan Newman en puntos ( Kasey Kahne)ya había bloqueado el primer comodín con victorias en Bristol y Pocono). También gracias a la victoria, Logano se ubicó sexto en la clasificación de la Copa luego de que se reiniciara.
Logano comenzó su primera carrera de Chase clasificándose en la pole en GEICO 400 en Chicagoland con un nuevo récord de velocidad de calificación de pista de 189.414 mph. Sin embargo, terminó 37 ° en la carrera debido a una falla en el motor al final de la carrera. Esto fue seguido por un 14º puesto en New Hampshire. Logano luego tuvo cinco resultados consecutivos entre los primeros cinco, con un tercer puesto en Dover y cuarto en Kansas. Esto fue seguido por tres finales Top 20: 18º en Charlotte, 16º en Talladega y 14º en Martinsville. Terminó la temporada con tres resultados consecutivos en el Top 10: tercero en Texas, noveno en Phoenix y octavo en Homestead-Miami, lo que lo llevó al mejor lugar de su carrera en el octavo lugar en los puntos finales.

##### 2014: primera gran temporada
Logano comenzó con un 11º puesto en las Daytona 500 de 2014, seguido de una cuarta carrera en Phoenix. Ganó su primera pole del año en Las Vegas, obteniendo otro cuarto puesto.
En Texas, Logano corriendo con velocidad constante obtuvo su primera victoria de la temporada después de liderar la mayor cantidad de vueltas (108) y realizar un pase en la última vuelta a Jeff Gordon durante un final verde-blanco-a cuadros. Este triunfo lo encerró en la Caza 2014.
En Richmond (una pista donde había visto poco éxito en su corta carrera), Logano lideró tarde y tiró un movimiento al estilo de Ron Bouchard durante un cambio entre Jeff Gordon, Brad Keselowski y Matt Kenseth en las últimas nueve vueltas, para escabullirse con una victoria La victoria marcó 2014 como la primera temporada de Logano con múltiples victorias en su carrera.
Logano hizo su inicio de la serie número 200 en Kentucky Speedway el 28 de junio a la edad de 24 años.
En Loudon, Logano fue segundo detrás de Keselowski cuando estuvo involucrado en un accidente con el auto de Morgan Shepherd. Logano dijo en una entrevista que Shepherd no debería haber estado en la pista corriendo a esas velocidades tan lentas, pero NASCAR respondió que Shepherd mantuvo la velocidad mínima.
Logano logró su tercera victoria de la temporada en Bristol en la Irwin Tools Night Race. Keselowski finalizó segundo en la misma carrera, haciendo que el Equipo Penske tenga el segundo 1-2 en su historia, el otro en las Daytona 500 de 2008.
Logano comenzó el Chase sembrado quinto. Terminó en el cuarto lugar en el primer asalto de la Challenger en Chicagoland Speedway y lo colocó en el tercer lugar en puntos.
Logano ganaría en New Hampshire, encerrándolo en la ronda de contendientes. Tomó cuatro neumáticos en la vuelta 247, mientras que los otros corredores delanteros corrieron con neumáticos más viejos, lo que le dio la ventaja a Logano. Sorprendentemente, fue capaz de pasar del 16º al 2º en 11 vueltas. Tomó la ventaja con 27 para ir y ganó la carrera después de un final verde-blanco-a cuadros. El triunfo lo llevó al segundo lugar en puntos, un punto detrás de Keselowski. Esta victoria marcó la tercera victoria consecutiva de Penske y la cuarta en 5 carreras.
El 25 de septiembre de 2014, se anunció que Logano había firmado una extensión de contrato por varios años con Team Penske. Esta extensión llegó una temporada completa antes de que expirara su contrato al final de la temporada 2015. El contrato extiende la tenencia de Logano con Team Penske a por lo menos 2018.
En Dover, Logano terminaría 4to, convirtiéndolo en el único piloto en terminar Top 5 en las tres carreras de la ronda contendiente. Él terminaría el segundo round en puntos.
Logano comenzó la ronda de contendientes al ganar en Kansas. Esto le dio la ventaja en la clasificación por primera vez en su carrera. Con la victoria, fue el primer piloto en avanzar a la ronda eliminatoria en la persecución de la Copa Sprint. Logano siguió esto con un cuarto puesto en Charlotte. Este fue su quinto resultado consecutivo entre los cinco primeros, convirtiéndolo en el primer piloto en comenzar la Caza con cinco resultados consecutivos en los cinco primeros, superando el récord anterior de cuatro establecido por Juan Pablo Montoya en 2009.
En Talladega, Logano terminó 11 ° después de ayudar a Keselowski a llegar al frente en el reinicio final. Keselowski necesitaba una victoria para avanzar a la siguiente ronda de la Caza y fue capaz de lograr eso en parte gracias a Logano.
Logano ingresó a Eliminator Round como el líder de puntos, comenzando con un quinto puesto en Martinsville. En Texas, se defendió de los problemas en los neumáticos de la pista de boxes que llevaron a un spin-out y terminó 12 °. Al entrar en la última carrera de la ronda eliminatoria, Logano quedó empatado en el 1er lugar en puntos con una ventaja de 13 puntos sobre el punto de transferencia final. Terminaría sexto en Phoenix, avanzando fácilmente a la ronda del Campeonato junto a Denny Hamlin, Ryan Newman y Kevin Harvick.
En la ronda final, terminó terminando el último de los cuatro pilotos finales. El resultado se vio afectado por algunos errores cometidos por su equipo de boxes, relegándolo a un puesto 16º.
Logano y su compañero de equipo Keselowski dominaron en la nueva clasificación al estilo de nocaut en 2014. Logano tuvo 1 pole, 8 top 2 de largada, y comenzó entre los 10 primeros en 26 de 36 carreras. Se perdió la última ronda de clasificación en solo cinco de las 36 carreras, una serie mejor. Logano estuvo consistentemente cerca de la cima de la mayoría de las principales categorías estadísticas en 2014, incluyendo; vueltas lideradas, promedio de salida, promedio de llegada y promedio de calificación del conductor. Fue uno de los únicos siete pilotos que ganaron múltiples carreras en 2014 (los otros son Keselowski, Jimmie Johnson, Jeff Gordon, Dale Earnhardt, Jr., el campeón de la serie Kevin Harvick y Carl Edwards).

##### 2015: 6 victorias

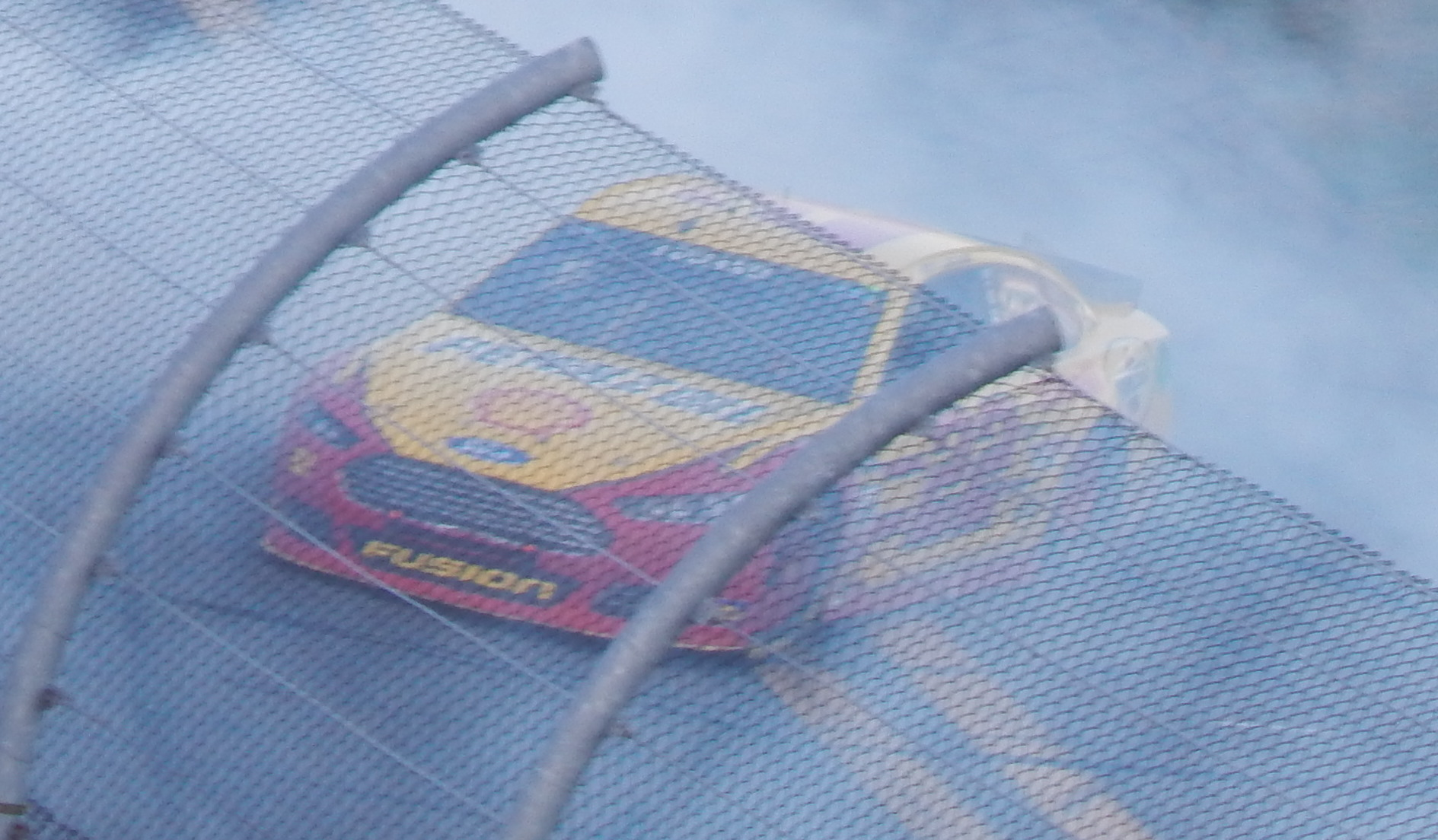
Logano luego de ganar la Daytona 500 2015

Logano's season began with an incident with Kevin Harvick during the Sprint Unlimited. Harvick, who questioned a late-race incident with Logano, exchanged heated words with Logano.
La temporada de Logano comenzó con un incidente con Kevin Harvick durante el Sprint Unlimited. Harvick, que cuestionó un incidente de última carrera con Logano, intercambió palabras acaloradas con Logano.
La semana siguiente Logano resistió a Harvick para ganar las Daytona 500. Logano también se convirtió en el segundo ganador más joven de las Daytona 500 (detrás de Trevor Bayne) y también le dio al dueño del equipo Roger Penske su segunda victoria en la carrera, su primera llegada con Ryan Newman en 2008. La semana siguiente obtuvo la pole en Atlanta Motor Speedway y terminó en 4to lugar.
En Las Vegas Motor Speedway calificó 2do y lideró temprano, pero finalmente se desvanecería para terminar décimo después de 2 penalizaciones por exceso de velocidad. En el Phoenix International Raceway comenzó en la primera fila por tercera semana consecutiva y lideró las vueltas temprano, aunque finalmente terminaría octavo.
En Auto Club Speedway, Logano comenzó 13 ° y corrió entre los Top 5 la mayor parte del día, pero una polémica violación en el pit road de la carrera tardía lo colocó nuevamente en el campo y se recuperó rápidamente, sin embargo, terminó séptimo. Con su final en la vuelta del líder en el Auto Club Logano rompió el récord de la mayoría de los finales consecutivos en la vuelta del líder con 22 (extendería el récord a 24 carreras). El registro anterior fue realizado por Jeff Gordon y Dale Earnhardt Jr. con 21 cada uno.
La semana siguiente en Martinsville ganó su segunda pole de la temporada, y durante la carrera, lideró la 2da mayor cantidad de vueltas y terminaría tercero. En Texas, comenzó sexto, lideró 19 vueltas y terminó cuarto.
En Bristol, Logano y Keselowski naufragaron temprano, poniendo fin a la racha de finales de Logano en la vuelta del líder. En Richmond, Logano ganó la pole y terminó en el quinto lugar. En Talladega, Logano quedó atrapado en un accidente múltiple en la recta posterior en la vuelta 47 y terminó en el puesto 33. Cayó de 2 ° a 4 ° en puntos después de la carrera. En Kansas, Logano lo hizo mucho mejor. Él ganó la pole por cuarta vez y una vez más, terminó quinto.
En agosto, Logano se quedó sin combustible mientras lideraba las últimas vueltas en Pocono. En Watkins Glen, Logano comenzó 16 ° y ganó la carrera, liderando solo la última vuelta después de que Harvick se quedara sin combustible antes de entrar en los dos últimos turnos. Para Logano, la victoria también marcó un barrido completo del fin de semana, ya que también ganó la carrera de Xfinity.
Logano celebra ganar la carrera nocturna Irwin Tools 2015.
Logano en el carril de la victoria después de ganar la Irwin Tools Night Race.
En Michigan, Logano logró un séptimo puesto en el Pure Michigan 400. En Bristol, obtuvo su tercera victoria del año con una victoria en la carrera nocturna Irwin Tools. En el Chase, barrió las carreras de Contender Round al dominar a Charlotte, pasando a Matt Kenseth por dejarlo deliberadamente a 5 vueltas del final para ganar en Kansas y una dramática victoria en Talladega que noqueó a Dale Earnhardt Jr. fuera de la Caza por 1 posición. También en el proceso, se convirtió en el segundo piloto en 2015 después de Kyle Busch para barrer tres carreras consecutivas.
La semana siguiente en Martinsville, Logano tuvo el auto dominante durante la mayor parte de la carrera. Sin embargo, Matt Kenseth, en represalia por Logano, deliberadamente lo hizo girar un par de semanas antes, estrelló deliberadamente a Logano con menos de 50 vueltas para terminar; una acción que se encontró con emociones encontradas de los conductores, pero los fanáticos estallaron en aplausos. Kenseth fue suspendido por las próximas 2 carreras y puesto en libertad condicional hasta el 31 de diciembre.
A Logano no le fue bien en Texas, cortó una llanta y giraba, y dañó los acordes de la radio, terminando 40º. Al llegar a Phoenix, Logano necesitaba una victoria para avanzar a la ronda final. Finalmente, fue denegado, ya que terminó tercero y fue eliminado del Chase en el Phoenix International Raceway después de un controvertido final donde Dale Earnhardt Jr. ganó la carrera gracias a una tormenta en el área. Logano llegó a terminar cuarto en el final de temporada, y terminó sexto en la clasificación final.

##### 2016: segunda definición
En 2016, Logano tuvo un comienzo difícil en comparación con 2015. Logano ganó su tercera pole consecutiva en Martinsville, sin embargo, lucharía durante toda la carrera antes de terminar 11 °. En Kansas y Talladega, Logano regresó con los DNFs de los accidentes. Logano ganó su primera carrera All-Star de la Copa Sprint luego de superar a Kyle Larson a falta de dos vueltas. Ganó el Firekeepers Casino 400 desde la pole en junio de 2016, la segunda vez que ganó desde la pole en Michigan. Esto fue seguido por un tercer puesto en Sonoma y el cuarto lugar en Daytona.
En Kentucky, Logano tuvo una salida temprana en la vuelta 54 después de cortar un neumático delantero derecho, terminando 39 °. Logano se recuperó con un tercer puesto en New Hampshire y un séptimo puesto en Indianápolis.
En Pocono, mientras que en la vuelta 115, Logano competía con Ryan Newman por su exterior y Denny Hamlin por su interior cuando Chase Elliott se metió en su interior, se soltó, se metió en Logano y los envió a la pared. Logano finalizó 37º. Después de esto, Logano hizo un tramo de siete carreras con el peor resultado del 11 ° lugar: segundo lugar en Watkins Glen, 10 ° lugar en Bristol y Michigan, 5 ° en Darlington, décimo en Richmond, segundo lugar en Chicagoland, 11 ° en New Hampshire y el 5 ° lugar en Dover.
El auto Homestead 2016 de Logano se está preparando en Race Shop de Team Penske 's Mooresville, NC. En Charlotte, la carrera de apertura en la ronda de 12, el día de Logano terminó temprano con una serie de explosiones de neumáticos, dejándolo con un puesto 36 en el puesto. Esto fue seguido por un tercer puesto en Kansas. En Talladega, Logano fue penalizado temprano cuando su auto dejó la pista de boxes arrastrando al gato durante la primera ronda de paradas en boxes con bandera verde, pero luego ganó la carrera en tiempo extra y se aseguró un lugar en la Ronda de 8. La victoria marcó el tercer victoria de la placa restrictora recta para el Equipo Penske, después de victorias anteriores de Keselowski en Talladega y Daytona. Una victoria en Phoenix le garantizó a Logano un lugar en los últimos 4 en Homestead.
Logano lideró 45 vueltas en Homestead y tuvo una gran oportunidad de ganar su primer campeonato de la serie de la Copa. Cuando quedaban 10 vueltas, Logano se movió bajo el líder Carl Edwards y destruyó a Edwards en el reinicio. Después de una bandera roja de 30 minutos, el auto de Logano estaba demasiado dañado como para seguir luchando y Logano terminó la carrera en 4 ° lugar, terminando segundo en la clasificación ante Jimmie Johnson.

##### 2017: fracaso de temporada
A diferencia de los últimos años, Logano tuvo un año miserable. Empezó el año sin embargo al ganar el Advance Auto Parts Clash después de escabullirse a través del incidente de la última vuelta entre Brad Keselowski y Denny Hamlin. La temporada 2017 de Logano comenzó con un sexto puesto en las Daytona 500 de 2017. En Kobalt 400 en Las Vegas, Logano colisionó con Kyle Busch mientras los dos luchaban por un top 5 en la vuelta final. El contacto hizo girar a Busch y lo llevó a la calle de boxes; Logano terminó en cuarto lugar, mientras que Busch cayó al puesto 22. Después de la carrera, Busch se enfrentó a Logano en la calle de boxes, empujándolo mientras sus equipos de boxes se involucraron. Busch sufrió una sangrienta frente en la pelea subsiguiente, aunque ninguno de los dos pilotos fue penalizado por la pelea. En un giro irónico en la carrera de la semana siguiente en Phoenix, la llanta de Logano explotó a falta de cinco vueltas para sacar la precaución ya que Busch estaba en la lucha por ganar. Como resultado, Ryan Newman se quedó afuera para el reinicio final y pasó a ganar. En Richmond, Logano hizo su 300ª apertura de copa. A pesar de clasificar quinto, comenzaría desde el puesto 37 debido a un cambio en la transmisión. Logano lentamente se abriría paso hacia el frente, antes de ganar su segunda carrera en Richmond. Logano se convirtió en el sexto piloto en ganar en su 300ma apertura. Sin embargo, se descubrió que el automóvil de Logano tenía un problema de suspensión trasera, lo que obligó a NASCAR a declarar su victoria como una victoria "gravada"; como resultado, aunque su victoria no fue eliminada, no le permitió asegurar un lugar en los playoffs.
En Kansas, el 13 de mayo, Logano tuvo una carrera difícil que lo llevó a caer desde el segundo puesto al inicio a la mitad del paquete. Logano luchó contra los reveses, como una penalización por exceso de velocidad, y una llanta cortada que le causó quedarse medio durante el resto de su carrera. Logano estaba cargando hacia los diez primeros, cuando los frenos de su auto se rompieron, causando que golpeara a Danica Patrick y causara un accidente de fuego. El accidente llevó a Aric Almirola a ser herido y transportado por aire a un hospital local para su evaluación. Logano quedó visiblemente conmocionado después del accidente en una entrevista posterior a la carrera.
Después de una serie de malas carreras, Logano se perdió los playoffs por un punto, después de haber terminado segundo en Richmond. Esta es la primera vez que Logano se pierde los playoffs desde su último año con Joe Gibbs Racing en 2012. Debido a su victoria gravada, la oportunidad de Logano en un campeonato terminó con su segundo puesto. Irónicamente, el piloto que se benefició de la desgracia de Logano fue Matt Kenseth, quien apenas llegó a los playoffs por unos pocos puntos sobre Logano, lo que mantuvo a Logano fuera de los playoffs, una reminiscencia de su feudo 2015-2016.

##### 2018: Primer campeonato

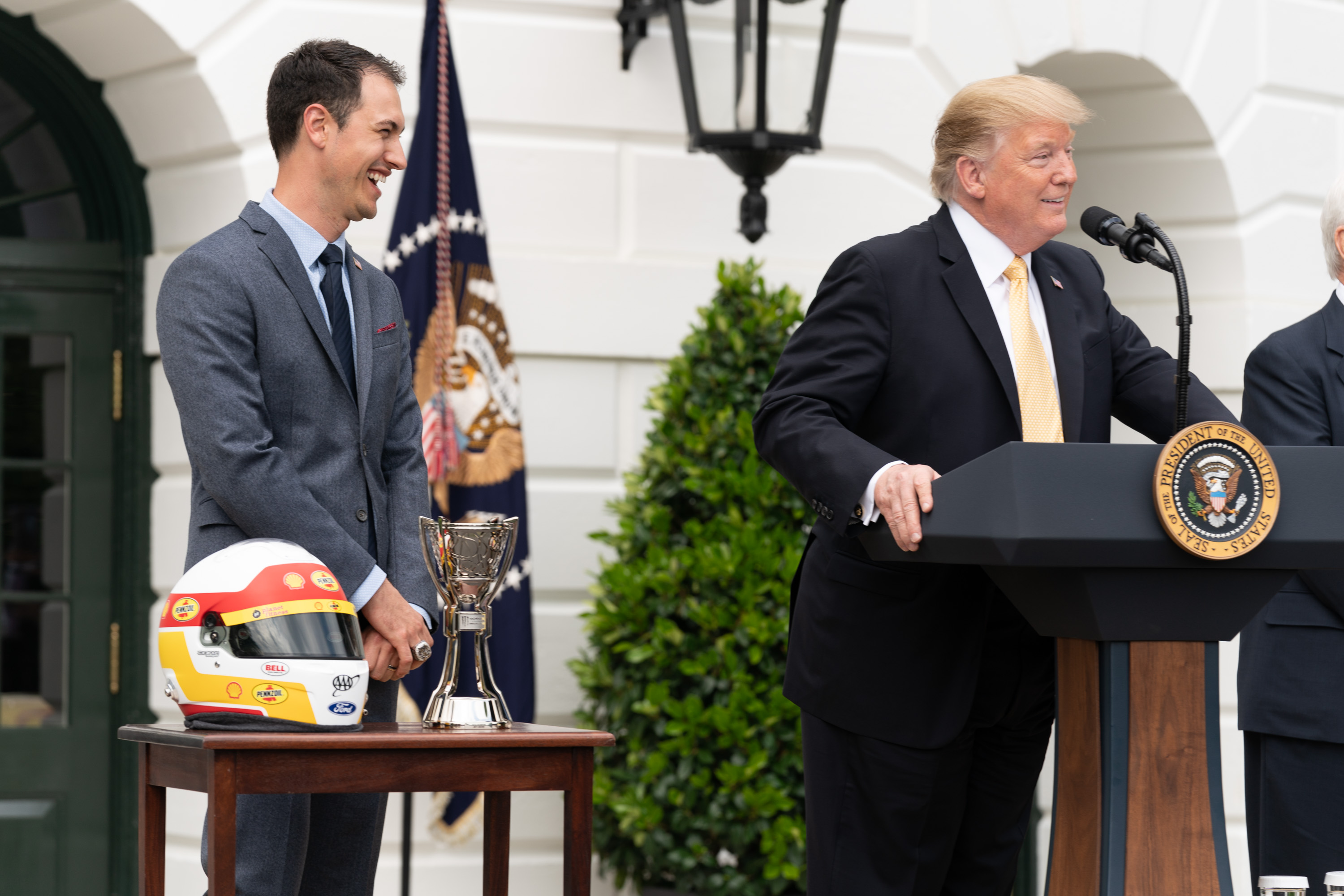
Logano junto a Donald Trump en la Casa Blanca en 2019.

Logano comenzó la temporada con un segundo puesto en Clash. Lo dejó en barbecho con un segundo puesto en su duelo, perdiendo ante Ryan Blaney. Tuvo un Daytona 500 arriba y abajo con un roce en los neumáticos y una penalización en boxes, pero se recuperó para terminar cuarto después de evitar un accidente con 2 vueltas restantes. Después de eso, obtuvo el quinto lugar en Auto Club, sexto en Martinsville y Texas, noveno en Bristol, cuarto en Richmond, y retenido a Kurt Busch para ganar el GEICO 500 en Talladega. Tuvo una muy buena Carrera en Darlington Raceway pero a cabo en segundo lugar atrás de solamente de su compañero de equipo Brad Kesewloski. En el comienzo de los play-offs de la serie en Las Vegas estuvo toda la carrera en el top 3 pero su resultado final fue el cuarto lugar. En Richmond tuvo una carrera muy opaca acabando en el décimo cuarto lugar. En Roval de Charlote tuvo un décimo lugar en esta carrera Joey luchó toda la carrera con el balance de su auto. En la carrera de Dover International Speedway a cabo en un sólido tercer lugar. En Talladega Superspeedway acabó en un quinto lugar. Para la carrera de Kansas obtuvo la pole y liderando la mayor cantidad de vuelta pero acabando en un séptimo lugar. En la Ronda de 8 Logano consiguió su primera victoria en Marnstiville después de liderar 309 vueltas y superando en la última vuelta a Martin Truex JR. En Texas Motor Speedway tuvo un muy sólido tercer lugar solo superado por Ryan Blayne y Kevin Harvick esto dos últimos con irregularidades en sus coches. En la pista reconfigurada de ISM Raceway tuvo una llanta baja lo que hizo que chocara contra la pared en la segunda etapa. Ya en el Campeonato de 4 en Homestead Miami Logano domino las prácticas pero clasificó en la quinta posición ya en la carrera Logano terminó en el cuarto lugar la primera etapa y en tercer lugar en la segunda etapa ya para en la etapa final Logano se ubicaba en la cuarta posición a falta de 19 vueltas cuando cayó la bandera amarilla en cuando Kesewloski chocó contra Daniel Suarez todos los candidatos para el campeonato entraron en los pits Logano entrando cuarto y saliendo tercero en el reinicio los pilotos del Championship 4 estaban 1-2-3-4 Busch en la primera,Truex Jr en la segunda, Logano tercero y Harvick cuarto. En el reinicio Truex Jr pasó a Busch, Logano también pasó a Busch a en la curva 4 a falta de 12 vueltas Logano paso Truex Jr por la parte intermedia de la pista y a partir de ahí abrir una ventaja de 1.7 segundo y así ganar en Homestead su carrera 21 y su primer campeonato de la Serie Nascar.

##### 2019: defensa del título

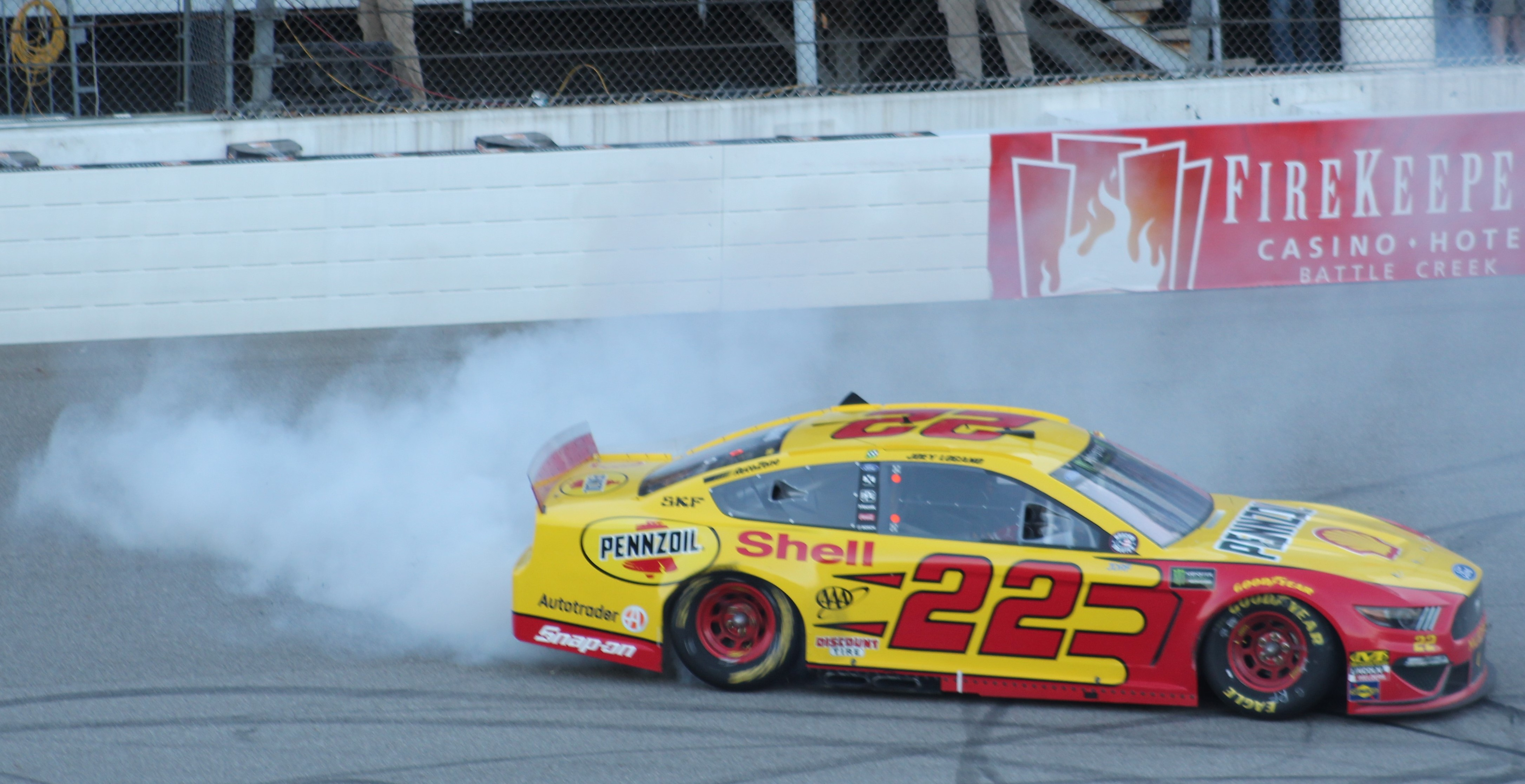
Logano en la FireKeepers Casino 400 2019.

Logano comenzó la temporada con un tercer puesto en el Clash retrasado por la lluvia, en el duelo, hizo un gran movimiento sobre Clint Bowyer, quien lideró 41 vueltas en la última vuelta y ganó el duelo liderando solo una vuelta, la última. Comenzó cuarto en el Daytona, comenzando la temporada como un fuerte contendiente por el campeonato. Logano luchó de ida y vuelta por la victoria todo el día, como evitar "The Big One" que eliminó a otros 21 pilotos, pero se quedó corto para terminar 1-2-3 con el equipo Joe Gibbs Racing. Después de la carrera, Logano se había enfrentado a su compañero de equipo de Ford, Michael McDowell, por no darle a Logano el empujón que necesitaba para la victoria. Dejó Daytona segundo en puntos, empatado en el liderato en puntos con Denny Hamlin. En la calificación en Atlanta, tuvo problemas en sus vueltas de calificación y largó 27º. Los problemas continuaron durante la carrera. Si bien luchó por la victoria tarde, sufrió problemas con los neumáticos para terminar 23º.
Logano se recuperó en Las Vegas, manteniendo a raya a su compañero Brad Keselowski en su primera victoria en la pista. La victoria en Las Vegas fue apropiada, ya que sería la 22ª carrera de primavera de Logano en Las Vegas, su 22ª victoria en la Copa, y ganó en un auto No. 22 patrocinado por Pennzoil. Logano siguió su victoria con un décimo lugar en Phoenix y un segundo puesto en Fontana.
En Martinsville, Logano anotó su quinta pole en séptimas carreras, lo que la convierte en la décima temporada consecutiva en la que gana una pole. Fue difícil al principio de la carrera. Lideró las primeras cinco vueltas y no volvió a liderar la carrera. Comenzó 1 ° y terminó 19 °. No era el resultado que quería el equipo 22. Luego, en Texas, ganó la Etapa 1, pero los problemas en el pit lane lo hicieron perder posiciones y caer y terminar 17º. En Bristol, tenía un coche capaz de ganar, pero entró en boxes al final de la carrera y reinició unos pocos lugares desde donde terminó. Finalmente terminó tercero detrás de los hermanos Busch de Kyle y Kurt. Al final del día en Richmond, habiendo ganado la Etapa 2 y terminado segundo en la Etapa 1, Logano tenía el mejor auto y estaba persiguiendo a Martin Truex Jr. Desafortunadamente, no tuvo tiempo suficiente para pasar a Truex y terminó segundo. En Talladega, hizo otra buena clasificación. Comenzó quinto y lideró en la vuelta 182. Lideró en el reinicio, pero no fue rival para el grupo de Chevrolet Camaros de Chase Elliott, Bowman y el novato Ryan Preece y terminó cuarto.
Logano luego se clasificó cuarto en Dover. Ganó la Etapa 1 por delante de su compañero de equipo Keselowski. Terminó séptimo, extendiendo su tramo de Top 10 a cuatro. En la clasificación, sin embargo, es segundo, cinco puntos detrás del líder Kyle Busch después de haberlo disminuido desde Richmond. Logano se clasificó 20º en Kansas, pero no pasó la inspección previa a la carrera, por lo que partió 30º. Durante las primeras 10 vueltas, Logano ya había ganado alrededor de 10 lugares. Terminó décimo en la primera etapa y terminó 15º, 1 vuelta menos, sin embargo, Kyle Busch, el líder en puntos después de Dover, terminó 30º y, como resultado, Logano tomó la delantera en puntos.
Con sus dos victorias, Logano se abrió camino hacia los playoffs. En el Charlotte Roval, superó una colisión con una barrera de neumáticos para terminar décimo y avanzar a los octavos de final. En Dover, Logano se vio obligado a dirigirse al garaje antes de las vueltas iniciales para reparar un eje trasero roto. Regresó a la carrera 24 vueltas atrás y fue criticado por Denny Hamlin por competir duro con los autos líderes. En Martinsville, Hamlin chocó con Logano en la curva cuatro, presionando a Logano contra la pared exterior y provocando que perdiera una llanta y patinara. dos vueltas más tarde. A pesar del daño, Logano terminó octavo. Después de la carrera, Logano y Hamlin tuvieron una discusión sobre el incidente antes
Logano le dio una palmada en el hombro derecho a Hamlin, lo que provocó una pelea entre los dos. NASCAR suspendió a Dave Nichols Jr., el técnico de neumáticos del equipo No. 22, por una carrera por tirar a Hamlin al suelo durante el altercado. La defensa del título de Logano terminó después de ser eliminado en los octavos de final a pesar de terminar noveno en Phoenix, con Hamlin y el eventual campeón Kyle Busch finalmente lo derrotó por los lugares restantes del Championship 4 al ganar la carrera y terminar segundo respectivamente. En Homestead, Logano terminó quinto en la carrera y en la clasificación final de puntos, la más alta en puntos entre los pilotos que no pertenecen al Championship 4. Logano también corrió al final en cada carrera en 2019, junto con Ty Dillon como los únicos dos en lograr la hazaña.

##### 2020: Regreso a la definición
Con Paul Wolfe reemplazando a Todd Gordon como su jefe de equipo, Logano comenzó la temporada 2020 al ganar un duelo en el Vacations Duels. Terminó 26 en las Daytona 500 2020 debido a una colisión con Ross Chastain. Una semana después, se recuperó con una victoria en 2020 Pennzoil 400 de Las Vegas más tarde, Logano se encontraría en el carril de la victoria en 2020 FanShield 500 de Phoenix. En 2020 Supermarket Heroes 500 de Bristol, Logano mantuvo el liderazgo en una batalla con Chase Elliott en las últimas vueltas hasta que ambos competidores chocaron contra la pared, dejando al compañero de equipo de Logano Brad Keselowski para ganar el carrera mientras que Logano terminó 21º. Las dos victorias de Logano le valieron un lugar en los Playoffs de 2020. Se encerró en el Championship 4 después de vencer a Kevin Harvick en 2020 Hollywood Casino 400 de Kansas. En la carrera por el campeonato en Phoenix Raceway, corrió al frente durante toda la etapa 1. Una vibración y boxes tardíos La estrategia le llevó a terminar tercero en la carrera y tercero en el Championship 4.

##### 2021: una victoria
En la última vuelta de las Daytona 500 2021, Logano lideró a su compañero de equipo Keselowski antes de que intentara pasar a Logano con el impulso de Michael McDowell, lo que resultó en un accidente. Mientras McDowell evitó el accidente para ganar, Logano terminó en el puesto 12. Luego, Joey Logano ganó la carrera en la tierra de Bristol siendo el primero en mas de 50 años.

##### 2022: segundo campeonato

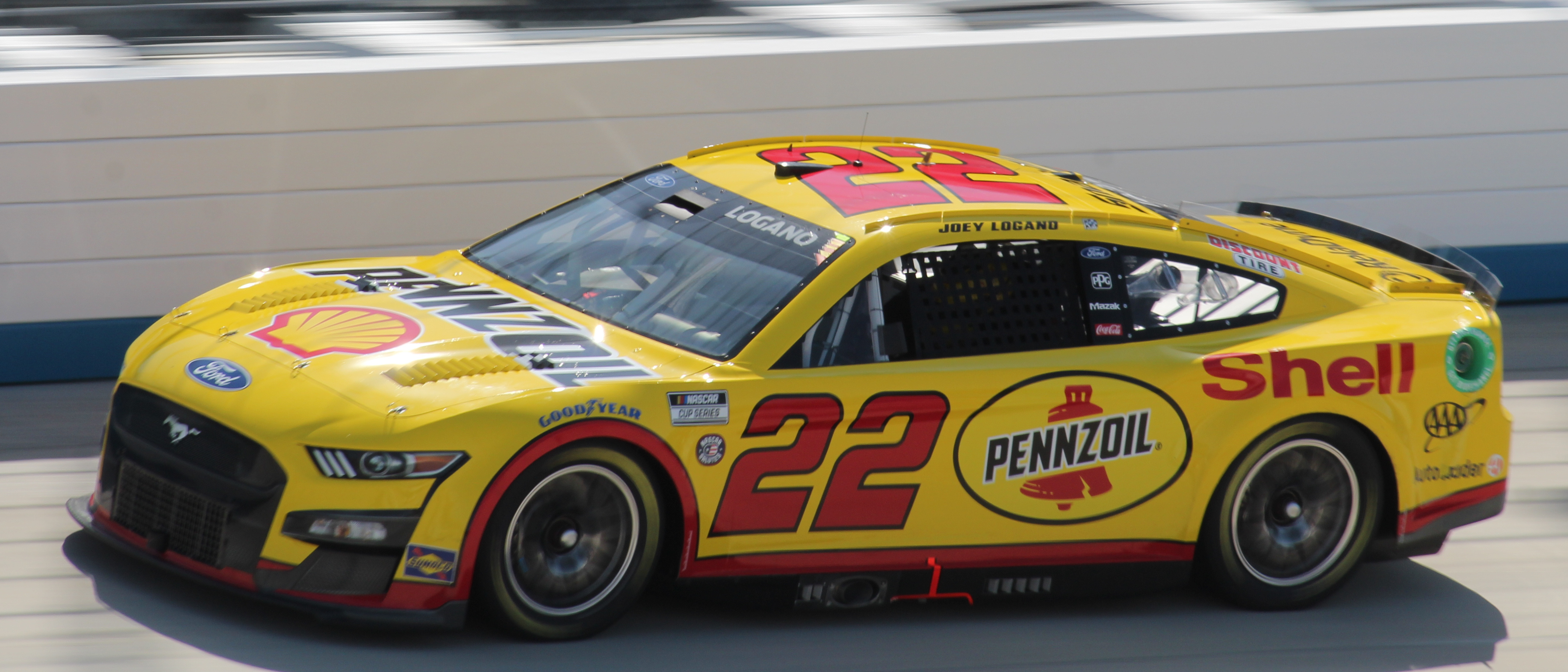
Logano en la DuraMAX Drydene 400 2022.

Logano inició el año con una victoria en el Busch Light Clash en el Los Angeles Memorial Coliseum. Más adelante, ganó en Darlington Raceway después de obtener la pole position el día anterior y mandar al muro a William Byron en la última vuelta. Su segunda victoria por puntos del año llegó en el World Wide Technology Raceway at Gateway, y la tercera durante los playoffs en Las Vegas Motor Speedway, lo que le permitió avanzar al Championship 4 en Phoenix Raceway y conseguir su segundo campeonato en la Cup Series.

##### 2023: caída temprana en playoffs

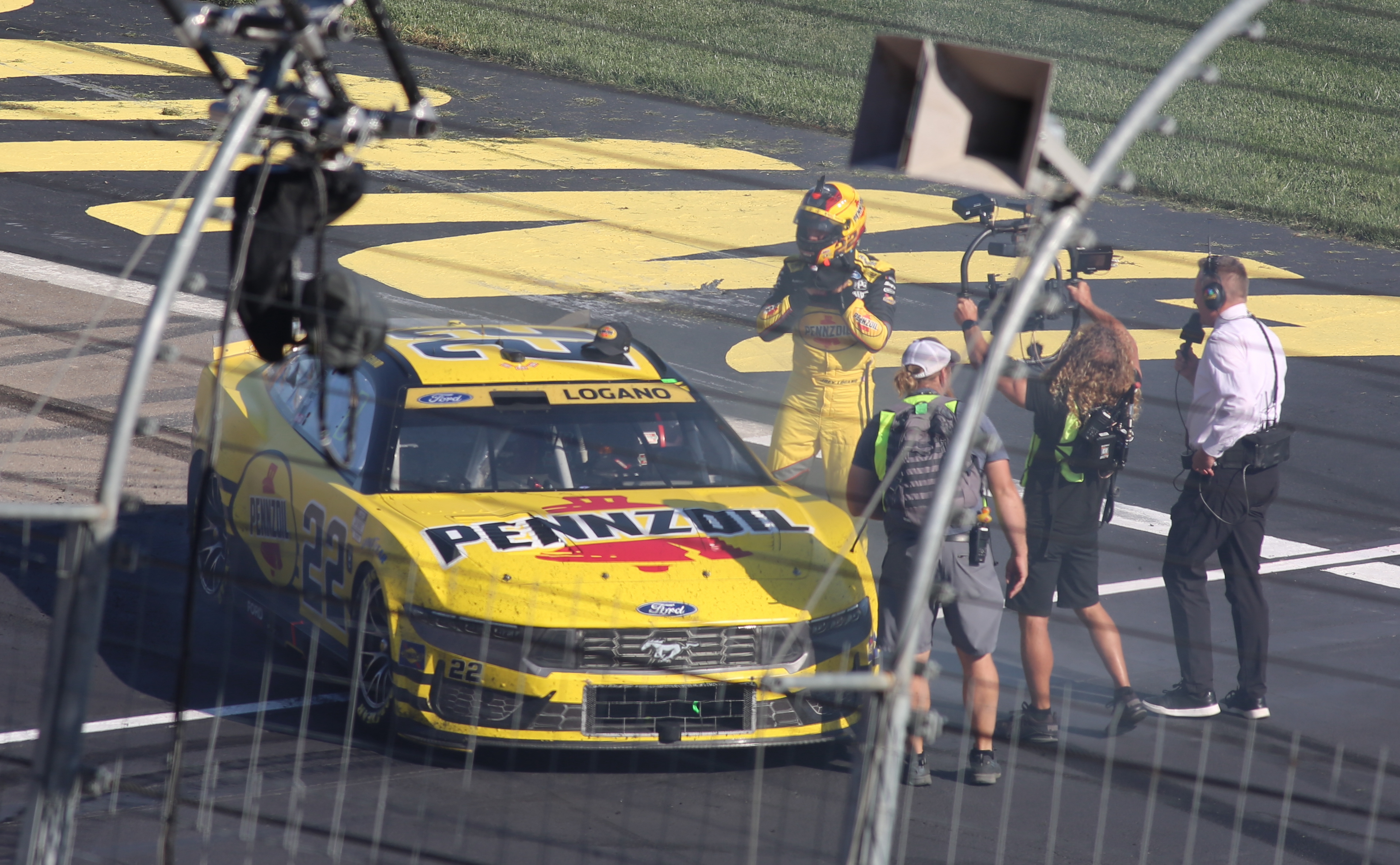
Logano tras su victoria en la South Point 400 2024.

Logano comenzó la temporada 2023 con un segundo puesto en el Daytona 500. Obtuvo su primera victoria de la temporada en Atlanta, adelantando a Brad Keselowski en la última vuelta. Durante los playoffs, Logano fue eliminado al final de la Ronda de 16 en Bristol tras verse envuelto en un accidente con Corey LaJoie, Ryan Newman, Justin Haley y Kevin Harvick. Finalizó el año en el puesto 12 del campeonato con 11 resultados entre los cinco primeros, mientras que Penske continuó su racha de campeonatos con Ryan Blaney.
2024: tercer campeonato
Logano comenzó la temporada 2024 logrando la pole en el Daytona 500, siendo la primera pole en esa carrera para Roger Penske. Luego terminó en el puesto 32 en el Daytona 500 tras abandonar. Una semana después, en Atlanta, cumplió una penalización de paso por boxes debido al uso de guantes de seguridad no aprobados durante la clasificación, lo que también le costó una multa de 10,000 dólares. Hasta ese momento, solo había logrado un top 5 (segundo puesto en Richmond), pero ganó la NASCAR All-Star Race y 1 millón de dólares tras liderar 199 de las 200 vueltas de la carrera de exhibición. Su primera victoria puntuable de la temporada llegó en Nashville, donde sobrevivió a un récord de cinco reinicios en tiempo extra y recorrió 110 vueltas sin detenerse para cargar combustible. También tuvo la oportunidad de ganar en Richmond tras adelantar a Austin Dillon en el reinicio de tiempo extra, pero fue chocado por este en la última vuelta. Logano fue multado con 50,000 dólares después de girar sus neumáticos cerca de la zona de boxes del auto de Dillon, casi golpeando a miembros de la familia de Dillon en el proceso. Al final de la temporada regular, Logano se ubicó noveno en los playoffs con un total de cuatro resultados entre los cinco primeros.
Durante los playoffs, Logano ganó la primera carrera de la Ronda de 16 en Atlanta, asegurando su lugar en la Ronda de 12. Allí, un abandono en Talladega tras un accidente contribuyó a su eliminación temporal por solo cuatro puntos. Sin embargo, la descalificación de Alex Bowman en la carrera del Roval permitió que Logano avanzara a la Ronda de 8. Logano ganó en Las Vegas gracias a una estrategia de ahorro de combustible y un adelantamiento tardío sobre Daniel Suárez, lo que le aseguró un lugar en el Championship 4. Después de ganar la Etapa 1 y realizar un adelantamiento de tres autos en un reinicio de la Etapa 3 en Phoenix, Logano contuvo a su compañero de equipo Ryan Blaney para ganar su tercer campeonato. Sin embargo, el título de Logano fue criticado, ya que su promedio de posición de 17.1 fue el más bajo de todos los campeones de la Cup Series hasta ese momento.

## Vida personal
Nacido en Middletown, Connecticut y criado sobre el río en Portland, Logano se mudó a Georgia donde su padre, Tom hizo crecer su carrera como piloto. Cuando comenzó su carrera, se ganó el apodo de "pan de molde" porque ganó mucho cuando era un corredor joven. El 13 de noviembre de 2013, Logano anunció su compromiso con la novia de la infancia Brittany Baca. Anunció, a través de Twitter, que la fecha de su boda estaba fijada para diciembre de 2014, durante la temporada baja de NASCAR. Logano y Baca se casaron el 13 de diciembre de 2014. La pareja anunció el nacimiento de su primer hijo, un hijo llamado Hudson Joseph Logano, en enero de 2018. Su segundo hijo, un hijo llamado Jameson Jett Logano, nació el 7 de mayo de 2020.
En septiembre de 2019, a Logano se le diagnosticó Alopecia areata, un trastorno autoinmune que ataca los folículos pilosos. Si bien la enfermedad no causa ningún riesgo para la salud ni efectos físicos, sí conduce a parches de adelgazamiento del cabello o calvicie, sobre lo que Logano ha bromeado a menudo.